# Voujeaucourt
 Voujeaucourt  es una población y comuna francesa, en la región de Franco Condado, departamento de Doubs, en el distrito de Montbéliard y cantón de Valentigney.

## Demografía
| 2765 | 2907 | 2959 | 2775 | 3176 | 3195 |
| Para los censos de 1962 a 1999 la población legal corresponde a la población sin duplicidades (Fuente: INSEE [Consultar]) |      |      |      |      |      |